# Étoile des Espoirs
L'Étoile des Espoirs est une course cycliste français disputée de 1971 à 1985. Elle était organisée par Monde Six, société créée et dirigée par Jean Leulliot, qui organisait également à cette époque Paris-Nice et la Route de France. Elle était disputée en fin de saison par de jeunes coureurs professionnels. La course est ouverte aux équipes nationales amateurs à partir de 1974. En 1975 et 1976 une équipe soviétique est au départ. Elle remporte le classement par équipes en 1975. Les années suivantes l'équipe de Tchécoslovaquie participe régulièrement à l'Étoile des Espoirs, classée parmi les courses "open". 

## Palmarès
| Année | Vainqueur               | Deuxième         | Troisième            |
| ----- | ----------------------- | ---------------- | -------------------- |
| 1971  | Raymond Poulidor        | Bernard Thévenet | Yves Hézard          |
| 1972  | Bernard Labourdette     | André Mollet     | Gérard Moneyron      |
| 1973  | Cees Bal                | Willy Teirlinck  | Roger Rosiers        |
| 1974  | Roy Schuiten            | Willy Teirlinck  | Cyrille Guimard      |
| 1975  | Aad van den Hoek        | Bernard Vallet   | Patrick Perret       |
| 1976  | Jean-Luc Vandenbroucke  | Bernard Thévenet | Robert Bouloux       |
| 1977  | Jean-Luc Vandenbroucke  | Gregor Braun     | Willy Teirlinck      |
| 1978  | Daniel Gisiger          | Fedor den Hertog | Gery Verlinden       |
| 1979  | Sven-Åke Nilsson        | Jo Maas          | Eulalio Garcia       |
| 1980  | Gilbert Duclos-Lassalle | Phil Anderson    | Marino Lejarreta     |
| 1981  | Stephen Roche           | Dominique Arnaud | Siegfried Hekimi     |
| 1982  | Jean-Luc Vandenbroucke  | Joop Zoetemelk   | Laurent Fignon       |
| 1983  | Stephen Roche           | Francis Castaing | Marc Madiot          |
| 1984  | Gilbert Duclos-Lassalle | Maarten Ducrot   | Miroslav Sýkora      |
| 1985  | Ronan Pensec            | Dominique Gaigne | Jean-Paul van Poppel |